# Gens Àlbia
La gens Àlbia va ser una gens romana. Van obtenir les primeres magistratures al segle i aC. Carrines (Carrinas o Carinas) era una família romana d'una gens desconeguda, que podria ser aquesta gens Àlbia. Personatges destacats coneguts van ser:
- Gai Carrines, militar romà.
- Gai Carrines el jove (Caius Carrinas), militar romà fill de Gai Carrines
- Carrines Segon (Carrinas Secundus), retòric romà